# Taractichthys
Taractichthys is een geslacht van straalvinnige vissen uit de familie van zilvervissen (Bramidae).

## Soorten
- Taractichthys longipinnis (Lowe, 1843)
- Taractichthys steindachneri (Döderlein, 1883)